# Rio di Ca' Tron
Le rio de Ca'Tron est un canal de Venise dans le sestiere de Santa Croce.

## Description

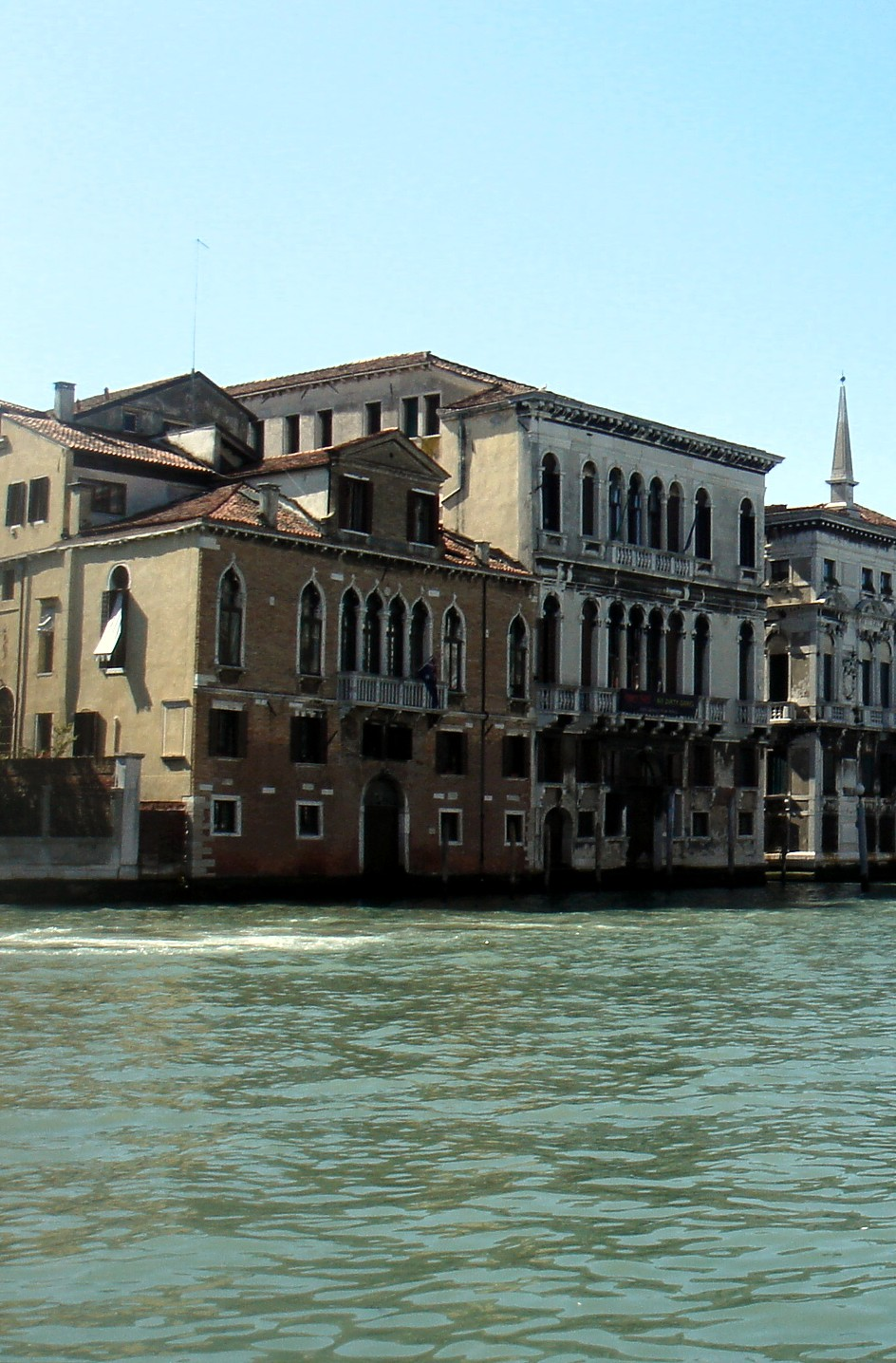
Ca'Tron et à sa droite l'embouchure du rio dans le Grand Canal

Le rio de Ca'Tron a une longueur d'environ 200 m. Il relie le rio de San Boldo vers le nord-nord-est au Grand Canal.

## Origine
Le nom provient de la demeure de la famille patricienne Tron à l'embouchure du rio. Cette famille fut déjà à la base de l'érection de l'église San Stae en 966.

## Situation
Ce rio longe :
- le Ca'Tron (à son embouchure).

## Ponts
Ce rio est traversé par le Ponte del Tentor reliant calle et ramo éponymes. 